# Assassins Pride
Assassins Pride (アサシンズプライド, Asashinzu Puraido, litt. « La Fierté d'assassins »), également connue à l'étranger stylisée en Assassin's Pride, est une série de light novel écrite par Kei Amagi et illustrée par Nino Ninomoto. L'histoire suit celle d'un jeune assassin sous le faux nom de Kūfa Vampir qui est missionné de réveiller le potentiel d'une jeune noble sans talent, Melida Angel, et doit l'éliminer si elle ne présentait aucun signe de progression.
Elle est éditée par Kadokawa dans sa collection de publication, Fujimi Fantasia Bunko, depuis janvier 2016. Une adaptation en manga de Yoshie Katō est publiée dans le magazine Ultra Jump de Shūeisha depuis mai 2017. Une adaptation en série télévisée d'animation par le studio EMT Squared est diffusée pour la première fois entre le 10 octobre et le 26 décembre 2019,.

## Synopsis
Le titre de noble est accordé aux humains capables de maîtriser le « mana » (マナ). Avec leurs différents pouvoirs, ils sont les seuls à pouvoir protéger ceux qui ne peuvent se défendre des monstres.
Bien qu'issue d'une famille réputée de nobles de classe paladin (聖騎士, Paradin), la jeune Melida Angel est surnommée « l'incompétente de génie » car elle n'a jamais su montrer un signe de mana en elle ; son grand-père doutant de son lien de parenté décide de faire appel à Kūfa Vampir et l'engage comme tuteur pour cette dernière. Cependant, Kūfa est en réalité un assassin de la « Guild Jack Raven » (白夜騎兵団, Girudo Jakku Reibun) dont la vrai mission est d'éliminer Melida si elle ne parvient pas à changer, prouvant qu'elle n'avait pas de sang de paladin…
Mettant en jeu sa fierté d'assassin, Kūfa va tout faire pour que Melida soit reconnue digne de tous et qu'elle puisse intégrer l'élite de la société, la « Crest Legion » (聖都親衛隊, Kuresuto Region), afin de devenir une véritable membre de sa famille.

## Personnages
Kūfa Vampir (クーファ＝ヴァンピール, Kūfa Vanpīru)
Voix japonaise : Yūki Ono (anime),, Daisuke Ono (1er drama CD), Yūichirō Umehara (2d drama CD)
Le protagoniste de la série. Sa mère et lui ont fui le monde de la nuit pour réfugier au sein de la cité-état Flandore mais à la suite du décès de sa mère, il a été recueilli par la Guild Jack Raven qui en a fait de lui un assassin. Il sert de tuteur pour Melida sous le faux de Kūfa Vampir, et est chargé de l'assassiner si elle ne peut pas s'élever au rang de paladin.
Mélida Angel (メリダ＝アンジェル, Merida Anjeru)
Voix japonaise : Tomori Kusunoki (anime),, Shiina Natsukawa (drama CD),
L'héroïne principale de la série. Elle est une héritière des Angel, une puissante famille ducale de paladins. Toutefois, elle est ridiculisée en étant surnommée la « fille sans talent » (無能才女) car le mana ne s'est jamais réveillé en elle ; elle est ainsi soupçonnée d'être un enfant issu de la relation adultère de sa mère et est écartée de la maison principale en vivant dans une autre maison avec quelques domestiques. C'est une jeune fille honnête et persévérante.
Elise Angel (エリーゼ＝アンジェル, Erīze Anjeru)
Voix japonaise : Yui Ishikawa,
La cousine de Melida. Elle est souvent mal comprise car elle est inexpressive et peu bavarde, elle est de personnalité introverti. Elle apprécie et s'entend très bien avec Mélida comme de véritables sœurs, elles sont ainsi parfois appelés « Les Sœurs Angel » (アンジェル姉妹, Anjeru shimai). Elle surnomme Mélida, « Lida » (リタ), qui la surnomme « Eli » (エリー, Erī).
Rosetti Pricket (ロゼッティ＝プリケット, Rozetti Puriketto)
Voix japonaise : Marina Yabuuchi,
La tutrice d'Elise. C'est une personne très enjouée.
Nerva Martillo (ネルヴァ＝マルティーリョ, Neruva Marutīryo)
Voix japonaise : Ayane Sakura,
Une élève en première année de l'école pour fille Sainte-Frideswide (聖フリーデスウィーデ女学院, Sei Furīdesuwīde jogakuin). Elle est la cheffe de la bande qui ridiculise Melida à l'école, mais en se réconciliant plus tard, elle est devenue son amie.
Jōshi (上司, litt. « Patron »)
Voix japonaise : Toshiyuki Morikawa,
Un homme qui porte mal son uniforme militaire et se laisse pousser une barbe de trois jours. Il est à la tête de la Guild Jack Raven. Il recueille et élève des orphelins pour en faire des agents de l'organisation, Kūfa l'appelle Oyaji (親父, litt. « Père »). Il possède des revolvers de gros calibre.
William Jin (ウィリアム・ジン, Wiriamu Jin)
Voix japonaise : Tatsuhisa Suzuki (ja),
Un demi-lycanthrope artificiel faisant partie de la Guild Grimfis (ギルド・グリムフィス, Girudo Gurimufisu). C'est un jeune homme avec des bandages sur tout le corps.
Mule la Mor (ミュール＝ラ・モール, Myūru Ra Mōru)
Voix japonaise : Maaya Uchida,
Salacha Shicksal (サラシャ＝シクザール, Sarasha Shikuzāru)
Voix japonaise : Azumi Waki (ja),
Black Madea (ブラック＝マディア, Burakku Madia)
Voix japonaise : Sora Tokui,
Shinhua Tsvetok (シェンファ＝ツヴィトーク, Shenfa Tsuvitōku)
Voix japonaise : Asami Setō,

## Productions et supports

### Light novel
La série des light novel Assassins Pride (アサシンズプライド) est écrite par Kei Amagi et illustrée par Nino Ninomoto. Kei Amagi avait présentée la série à l'origine sous le titre Ansatsu kyōshi ni junketsu o: Assassins Pride (暗殺教師に純潔を―アサシンズプライド―, Ansatsu kyōshi ni junketsu o: Asashinzu Puraido) à la 28e édition du Fantasia Taishō (ja) dont il a reçu le Grand Prix en 2015. Kadokawa, dans sa collection de publication Fujimi Fantasia Bunko, édite les romans depuis janvier 2016. À ce jour, treize volumes principaux ont été publiés ; une collection de courtes histoires est publiée le 20 février 2018.

#### Liste des volumes
| no  | Japonais                                                  | Japonais         | Japonais          |
| no  | Titre                                                     | Date de sortie   | ISBN              |
| --- | --------------------------------------------------------- | ---------------- | ----------------- |
| 1   | Ansatsu kyōshi to munō saijo (暗殺教師と無能才女)         | 20 janvier 2016  | 978-4-04-070817-1 |
| 2   | Ansatsu kyōshi to joō senbatsu-sen (暗殺教師と女王選抜戦) | 20 avril 2016    | 978-4-04-070818-8 |
| 3   | Ansatsu kyōshi to unmei hōtei (暗殺教師と運命法廷)        | 20 juillet 2016  | 978-4-04-070972-7 |
| 4   | Ansatsu kyōshi to ōran tetsudō (暗殺教師と桜乱鉄道)       | 19 novembre 2016 | 978-4-04-070973-4 |
| 5   | Ansatsu kyōshi to shin'en kyōen (暗殺教師と深淵饗宴)      | 18 février 2017  | 978-4-04-072227-6 |
| 6   | Ansatsu kyōshi to yoru-kai kōro (暗殺教師と夜界航路)      | 20 juin 2017     | 978-4-04-072230-6 |
| 7   | Ansatsu kyōshi to gōka kenbu-sai (暗殺教師と業火剣舞祭)   | 20 octobre 2017  | 978-4-04-072484-3 |
| SP  | Secret Garden                                             | 20 février 2018  | 978-4-04-072651-9 |
| 8   | Ansatsu kyōshi to gengetsu kakumei (暗殺教師と幻月革命)   | 18 août 2018     | 978-4-04-072485-0 |
| 9   | Ansatsu kyōshi to mayō taikan (暗殺教師と真陽戴冠)        | 19 janvier 2019  | 978-4-04-073003-5 |
| 10  | Ansatsu kyōshi to mizukagami sō hime (暗殺教師と水鏡双姫) | 20 juin 2019     | 978-4-04-073223-7 |
| 11  | Ansatsu kyōshi to kinsho kaitei (暗殺教師と禁書階梯)      | 19 octobre 2019  | 978-4-04-073224-4 |
| SP2 | Secret Garden 2                                           | 20 novembre 2019 | 978-4-04-073225-1 |
| 12  | Ansatsu kyōshi to hakumei hoshibi (暗殺教師と薄明星火)    | 19 juin 2020     | 978-4-04-073747-8 |
| 13  | Ansatsu kyōshi to kaiten shirube-chi (暗殺教師と廻天導地) | 19 mars 2021     | 978-4-04-073747-8 |

### Manga
Une adaptation en manga, dessinée par Yoshie Katō, est lancée dans le numéro de juin 2017 du magazine de prépublication de seinen manga Ultra Jump, paru le 19 mai 2017. La série s'est terminée le 19 août 2022. Les chapitres sont rassemblés et édités dans le format tankōbon par Shūeisha avec le premier volume publié en octobre 2017 ; la série compte à ce jour dix volumes tankōbon.

#### Liste des volumes
| no | Japonais         | Japonais          |
| no | Date de sortie   | ISBN              |
| -- | ---------------- | ----------------- |
| 1  | 19 octobre 2017  | 978-4-08-890776-5 |
| 2  | 19 avril 2018    | 978-4-08-891003-1 |
| 3  | 19 novembre 2018 | 978-4-08-891130-4 |
| 4  | 19 juin 2019     | 978-4-08-891260-8 |
| 5  | 19 novembre 2019 | 978-4-08-891435-0 |
| 6  | 19 mai 2020      | 978-4-08-891591-3 |
| 7  | 19 janvier 2021  | 978-4-08-891761-0 |
| 8  | 16 juillet 2021  | 978-4-08-892037-5 |
| 9  | 18 février 2022  | 978-4-08-892226-3 |
| 10 | 19 octobre 2022  | 978-4-08-892477-9 |

### Anime
Une adaptation en une série télévisée d'animation a été annoncée lors du Fantasia Bunko Daikanshasai 2018 (ファンタジア文庫大感謝祭2018) le 21 octobre 2018,. Celle-ci est réalisée par Kazuya Aiura au sein du studio d'animation EMT Squared avec les scripts écrits par Deko Akao et les character designs de Maho Yoshikawa et de Yoshiko Saitō,. Elle est diffusée pour la première fois au Japon entre le 10 octobre et le 26 décembre 2019 sur AT-X, et un peu plus tard sur Tokyo MX, SUN et BS-NTV,. La série est composée de 12 épisodes répartis dans trois coffrets Blu-ray/DVD.
Sentai Filmworks détient les droits de diffusion de la série dans le monde entier, excepté en Asie, qu'elle diffuse en streaming sur Crunchyroll,, et prévoit une sortie physique en Blu-ray/DVD dans les pays anglophones. En Asie du Sud-Est, la diffusion en simulcast est assurée par Aniplus Asia.
La chanson de l'opening de la série, intitulée Share the light, est interprétée par le groupe Run Girls, Run!, tandis que celle de l'ending, intitulée Ijin-tachi no jikan (異人たちの時間), est interprétée par Tomori Kusunoki sous le nom de son personnage, Melida Angel.

#### Liste des épisodes
| No | Titre français                              | Titre japonais         | Titre japonais                      | Date de 1re diffusion |
| No | Titre français                              | Kanji                  | Rōmaji                              | Date de 1re diffusion |
| -- | ------------------------------------------- | ---------------------- | ----------------------------------- | --------------------- |
| 1  | La Clémence de l'assassin                   | 暗殺者の慈悲           | Asashin no jihi                     | 10 octobre 2019       |
| 2  | Quand la jeune fille voit son monde changer | 少女の世界が変わるとき | Shōjo no sekai ga kawaru toki       | 17 octobre 2019       |
| 3  | Au-delà du point critique                   | 臨界点の彼方に         | Rinkai-ten no kanata ni             | 24 octobre 2019       |
| 4  | Les jeunes filles enfermées dans le palais  | 鎖城に集う、乙女と乙女 | Kusari-jō ni tsudou, otome to otome | 31 octobre 2019       |
| 5  | La Princesse d'or et la Princesse d'argent  | 黄金の姫と、白銀の姫   | Kogane no hime to, Hakugin no hime  | 7 novembre 2019       |
| 6  | La Sorcière grise                           | 灰色の魔女             | Haiiro no majo                      | 14 novembre 2019      |
| 7  | Sans aucun repère                           | 上も下も標はなく       | Ue mo shita mo hyō wanaku           | 21 novembre 2019      |
| 8  | Les Dernières Volontés d'un squelette       | ある骸骨の遺言         | Aru gaikotsu no yuigon              | 28 novembre 2019      |
| 9  | Un pacte éternel                            | 悠久の契約             | Yūkyū no keiyaku                    | 5 décembre 2019       |
| 10 | La Bibliothèque-Labyrinthe                  | 迷宮図書館             | Meikyū toshokan                     | 12 décembre 2019      |
| 11 | Les Messagers de la Mort                    | 死神の使いたち         | Shinigami no tsukai-tachi           | 19 décembre 2019      |
| 12 | La Fierté du professeur assassin            | 暗殺教師の矜持         | Ansatsu no kyōshi kyōji             | 26 décembre 2019      |

### Sources
1. 1 2 3  (en) Crystalyn Hodgkins, « Assassins Pride Light Novels Get Anime Adaptation : Kei Amagi launched fantasy series in 2016 », sur Anime News Network, 21 octobre 2018 (consulté le 20 juillet 2019)
2. 1 2  (ja) « 「アサシンズプライド」アニメ化企画進行中、暗殺教師×無能才女のファンタジー », sur natalie.mu,‎ 21 octobre 2018 (consulté le 20 juillet 2019)
3. 1 2  (en) Rafael Antonio Pineda, « Assassins Pride Anime Reveals EMT Squared as Animation Studio, 2019 TV Premiere : New visual unveiled for anime of Kei Amagi's light novels », sur Anime News Network, 15 mai 2019 (consulté le 20 juillet 2019)
4. 1 2  (ja) « 「アサシンズプライド」コミカライズがUJで、三輪士郎の「RWBY」ラフ画集も », sur natalie.mu,‎ 19 mai 2017 (consulté le 20 juillet 2019)
5. 1 2  (ja) « 「アサシンズプライド」PV第2弾、楠木ともり演じるメリダらのボイスも解禁 », sur natalie.mu,‎ 5 septembre 2019 (consulté le 5 septembre 2019)
6. 1 2  (ja) « ON AIR », sur Site officiel (consulté le 5 septembre 2019)
7. 1 2 3 4 5 6 7 8 9 10 11 12  (ja) « Staff/Cast », sur Site officiel (consulté le 20 juillet 2019)
8. 1 2 3 4 5  (en) Egan Loo, « Assassins Pride Anime Unveils Main Cast, Staff : Yuuki Ono, Tomori Kusunoki star in EMT Squared's fall fantasy anime », sur Anime News Network, 18 juin 2019 (consulté le 20 juillet 2019)
9. 1 2  (ja) « 第28回ファンタジア大賞「大賞」受賞作『アサシンズプライド』のオーディオドラマキャストが発表 », sur ln-news.com,‎ 1er avril 2016 (consulté le 20 juillet 2019)
10. 1 2  (ja) « ファンタジア文庫刊『アサシンズプライド』のオーディドラマ第2弾としてクーファ編とメリダ編の2本が公開 », sur ln-news.com,‎ 17 février 2017 (consulté le 20 juillet 2019)
11. 1 2 3  (en) Jennifer Sherman, « Assassins Pride Anime Reveals Video, More Cast, October Premiere : Ayane Sakura, Toshiyuki Morikawa, Tatsuhisa Suzuki join cast of EMT Squared's fantasy », sur Anime News Network, 19 juillet 2019 (consulté le 20 juillet 2019)
12. 1 2  (en) Alex Mateo, « Assassins Pride Anime Reveals More Cast, English-Subtitled Video : Maaya Uchida, Azumi Waki join cast of EMT Squared's fantasy », sur Anime News Network, 2 août 2019 (consulté le 3 août 2019)
13. 1 2  (en) Rafael Antonio Pineda, « Assassins Pride Anime Casts Sora Tokui, Asami Seto : Fantasy anime premieres on Thursday with Crunchyroll stream », sur Anime News Network, 9 octobre 2019 (consulté le 9 octobre 2019)
14. ↑  (ja) « 発売迫る第28回ファンタジア大賞「大賞」受賞作『アサシンズプライド』必見の試し読みが続々公開中 », sur ln-news.com,‎ 8 janvier 2016 (consulté le 20 juillet 2019)
15. ↑  (ja) « 今週の新刊情報：GA文庫、サーガフォレスト、ガガガ文庫、ファンタジア文庫など », sur ln-news.com,‎ 15 juin 2020 (consulté le 21 juin 2020)
16. ↑  (ja) « 明日2月20日（火）のライトノベルニュースヘッドライン », sur ln-news.com,‎ 19 février 2018 (consulté le 20 juillet 2019)
17. ↑  (en) Rafael Antonio Pineda, « Yoshi Katō's Assassin's Pride Manga Ends : Final volume ships on October 19 », sur Anime News Network, 22 août 2022 (consulté le 31 mai 2024)
18. ↑  (ja) « 才能がなければ暗殺…加藤よし江が描く「アサシンズプライド」コミカライズ1巻 », sur natalie.mu,‎ 19 octobre 2017 (consulté le 20 juillet 2019)
19. ↑  (ja) « 【10月19日付】本日発売の単行本リスト », sur natalie.mu,‎ 19 octobre 2022 (consulté le 31 mai 2024)
20. ↑  (ja) « Blu-ray/CD : アサシンズプライド　Blu-ray », sur Site officiel (consulté le 10 octobre 2019)
21. ↑  (en) Rafael Antonio Pineda, « Crunchyroll Adds Assassins Pride, Gundam Build Divers Re:RISE Anime : Both anime premiere on Thursday », sur Anime News Network, 23 août 2019 (consulté le 28 août 2019)
22. ↑  GoToon, « ANNONCE : ASSASSINS PRIDE en simulcast sur Crunchyroll : Apprendre ou être tuée ! », sur Crunchyroll, 7 octobre 2019 (consulté le 8 octobre 2019)
23. ↑  (en) Jennifer Sherman, « Sentai Filmworks Licenses Assassins Pride Anime : Series streams this fall, gets home video release », sur Anime News Network, 3 octobre 2019 (consulté le 8 octobre 2019)
24. ↑  (en) Rafael Antonio Pineda, « Aniplus Asia to Air Assassins Pride Anime on October 10 : Also reveals October 4 premiere date for Granblue Fantasy the Animation season 2 », sur Anime News Network, 1er octobre 2019 (consulté le 8 octobre 2019)
25. ↑  (en) Rafael Antonio Pineda, « 'Run Girls, Run!' Sings Assassins Pride Anime's Opening Song : Anime based on Kei Amagi's light novel series premieres in October », sur Anime News Network, 7 août 2019 (consulté le 8 août 2019)
26. ↑  (en) Alex Mateo, « Tomori Kusunoki Performs Assassins Pride Anime's Ending Song : Anime gets advance screening in Tokyo on September 22 », sur Anime News Network, 19 août 2019 (consulté le 20 août 2019)

### Œuvres
Light novel
1. 1 2  (ja) « アサシンズプライド　１ », sur Fujimi Fantasia Bunko (consulté le 20 juillet 2019)
2. 1 2  (ja) « アサシンズプライド　２ », sur Fujimi Fantasia Bunko (consulté le 20 juillet 2019)
3. 1 2  (ja) « アサシンズプライド　３ », sur Fujimi Fantasia Bunko (consulté le 20 juillet 2019)
4. 1 2  (ja) « アサシンズプライド　４ », sur Fujimi Fantasia Bunko (consulté le 20 juillet 2019)
5. 1 2  (ja) « アサシンズプライド　５ », sur Fujimi Fantasia Bunko (consulté le 20 juillet 2019)
6. 1 2  (ja) « アサシンズプライド　６ », sur Fujimi Fantasia Bunko (consulté le 20 juillet 2019)
7. 1 2  (ja) « アサシンズプライド　７ », sur Fujimi Fantasia Bunko (consulté le 20 juillet 2019)
8. 1 2  (ja) « アサシンズプライド　Secret　Garden », sur Fujimi Fantasia Bunko (consulté le 20 juillet 2019)
9. 1 2  (ja) « アサシンズプライド　８ », sur Fujimi Fantasia Bunko (consulté le 20 juillet 2019)
10. 1 2  (ja) « アサシンズプライド　９ », sur Fujimi Fantasia Bunko (consulté le 20 juillet 2019)
11. 1 2  (ja) « アサシンズプライド　１０ », sur Fujimi Fantasia Bunko (consulté le 20 juillet 2019)
12. 1 2  (ja) « アサシンズプライド　１１ », sur Fujimi Fantasia Bunko (consulté le 9 octobre 2019)
13. 1 2  (ja) « アサシンズプライド　Secret　Garden２ », sur Fujimi Fantasia Bunko (consulté le 8 décembre 2019)
14. 1 2  (ja) « アサシンズプライド１２ », sur Fujimi Fantasia Bunko (consulté le 1er juin 2020)
15. 1 2  (ja) « アサシンズプライド13 », sur Fujimi Fantasia Bunko (consulté le 6 avril 2022)

Manga
1. 1 2  (ja) « アサシンズプライド　１ », sur Shūeisha (consulté le 20 juillet 2019)
2. 1 2  (ja) « アサシンズプライド　２ », sur Shūeisha (consulté le 20 juillet 2019)
3. 1 2  (ja) « アサシンズプライド　３ », sur Shūeisha (consulté le 20 juillet 2019)
4. 1 2  (ja) « アサシンズプライド　４ », sur Shūeisha (consulté le 20 juillet 2019)
5. 1 2  (ja) « アサシンズプライド　５ », sur Shūeisha (consulté le 8 décembre 2019)
6. 1 2  (ja) « アサシンズプライド 6 », sur Shūeisha (consulté le 16 mai 2020)
7. 1 2  (ja) « アサシンズプライド　7 », sur Shūeisha (consulté le 6 avril 2022)
8. 1 2  (ja) « アサシンズプライド　8 », sur Shūeisha (consulté le 6 avril 2022)
9. 1 2  (ja) « アサシンズプライド 9 », sur Shūeisha (consulté le 6 avril 2022)
10. 1 2  (ja) « アサシンズプライド 10 », sur Shūeisha (consulté le 31 mai 2024)